# Paredón 1.ª Sección (La Isla)
Paredón 1.ª Sección (La Isla) es una localidad del municipio de Huimanguillo ubicado en la subregión de la Chontalpa del estado mexicano de Tabasco.

## Geografía
La localidad de Paredón 1.ª Sección (La Isla) se sitúa en las coordenadas geográficas 17°45′19″N 93°23′04″O / 17.755278, -93.384444, a una elevación de 23 metros sobre el nivel del mar.

## Demografía
Según el Conteo de Población y Vivienda 2020, efectuado por el Instituto Nacional de Estadística y Geografía, la localidad de Paredón 1.ª Sección (La Isla) tiene 122 habitantes, de los cuales 66 son del sexo masculino y 56 del sexo femenino. Su tasa de fecundidad es de 2.9 hijos por mujer y tiene 28 viviendas particulares habitadas.
| Gráfica de evolución demográfica de Paredón 1.ª Sección (La Isla) entre 1990 y 2020 |
|                                                                                     |
| INEGI.                                                                              |